# Hans Wagner-Schönkirch
Pour les articles homonymes, voir Hans Wagner.
Hans Wagner-Schönkirch (* 19 décembre 1872 à Schönkirchen, Basse-Autriche; † 12 décembre 1940 à Vienne) était un compositeur, chef de chœur, pédagogue et théoricien autrichien.
Diplômé d'enseignement à Krems, Hans Wagner-Schönkirch dirigea de 1892 à 1896 l'académie de chant et d'orchestre de Krems. De 1898 à 1901, il devient chef de chœur  du Wiener Männerchors (chœur d'hommes de Vienne, fondé en 1863), puis de 1901 à 1906 de l'Académie viennoise de chant. Enfin, pendant l'année 1906-1907, il est promu chef de chant à la Wiener Singverein. Il assume aussi la direction, aux côtés de Adolf Kirchl du Wiener Schubertbund de 1901 à 1910. Pédagogue reconnu, il fonda en 1910 la première école de chant pour enfants de Vienne.

## Distinctions
- 1904 : croix du Mérite civil
- 1909 : chevalier de 1re classe de l'ordre de Vasa, en Suède
- 1932 : médaille Schubert du Wiener Männergesang-Verein
- 1933 : médaille d'or de l'ordre du Mérite autrichien

## Littérature
- (de) Hans Frühwirth, Ihre Liebe galt Krems : 100 Kremser Persönlichkeiten von Gozzo bis Wilhelm, Krems, Kulturamt der Stadt Krems, 1997, 272 p. (OCLC 163627235, présentation en ligne)
- (de) Rudolf Flotzinger (dir.), Österreichische Akademie der Wissenschaften. Philosophisch-Historische Klasse, Oesterreichisches Musiklexikon, vol. 5 : Schwechat bis Zyklus, Verlag der Österreichischen Akademie der Wissenschaften, 2006, 14 p. (ISBN 9783700130673, OCLC 162394835, présentation en ligne)